# Fernando Sor

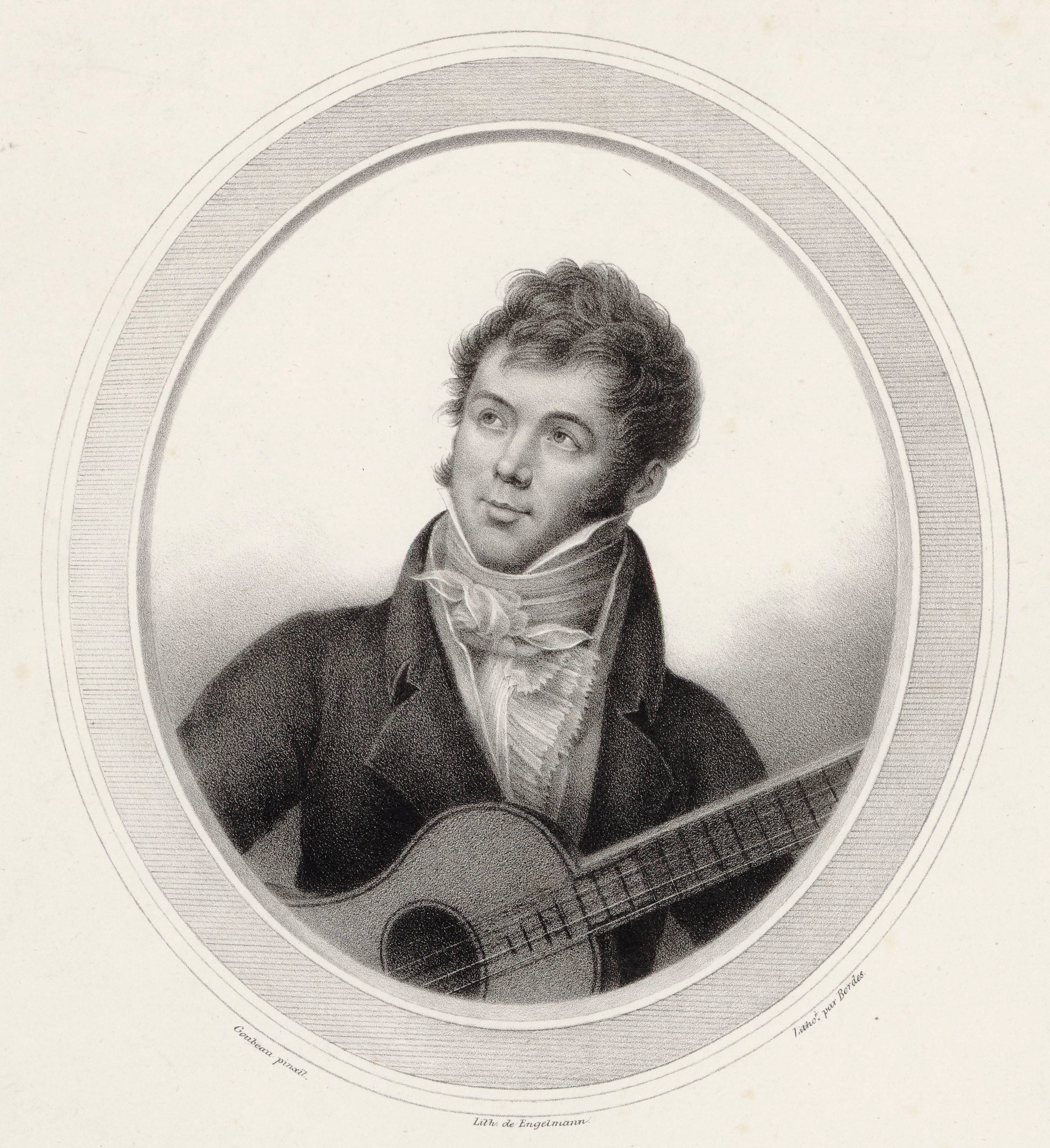
Fernando Sor

Fernando Sor (Barcelona, 13 februari 1778 – Parijs, 10 juli 1839) was een Spaans gitaarvirtuoos, muziekleraar en componist. Sor wordt gezien als een van eerste belangrijke componisten van gitaarmuziek.

## Biografie
Sor kwam uit een welgestelde familie van handelaren. In de familie bestond een traditie van dienen in het leger, waardoor ook Fernando aanvankelijk die richting op wilde. Vader Sor, burgerlijke ingenieur, was enthousiast gitarist en operaliefhebber. De gitaar werd in die tijd niet als serieus instrument gezien, waardoor zij vooral in kroegen en bij enkele liefhebbers thuis bespeeld werd. De jonge Sor werd aangestoken met passie voor de muziek die zijn vader had. Deze stuurde hem naar de muziekopleiding van de Benedictijner kloosterschool in het klooster van Montserrat waar hij compositie en voor uitvoerend musicus leerde. Al op deze school componeerde hij zijn eerste werken voor piano en (kerk)orgel. De monniken op de kloosterschool waardeerden de gitaar niet, waardoor hij autodidact op dit instrument was. Dát hij een begaafd leerling was bleek: na het overlijden van zijn vader (1789) kon (of wilde) zijn moeder zijn studie niet langer financieren. De abt van Montserrat, Joseph Arredondo, bood vervolgens aan de jonge Sor zijn opleiding op kosten van het klooster af te laten maken.
Direct na zijn afstuderen op zijn 17e jaar keerde hij terug naar Barcelona waar hij een militaire carrière startte als tweede luitenant. Vanuit deze positie kon hij zijn eerste concerten op piano en gitaar geven, en had hij tijd om te componeren. In 1797 vond de première van zijn opera Telémaco en la isla de Calipso plaats in het Teatro de la Santa Cruz in Barcelona.
In 1801 vertrekt Sor voor een kortstondig avontuur naar Madrid, waar hij trachtte voet aan de grond van het hof van Karel VI te krijgen, hetgeen mislukt. In het Madrid van toen bestonden vele elkaar beconcurrerende kunstkringen. De Hertogin van Alba haalde hem haar kring binnen en wordt zijn beschermvrouwe. De hertogin overlijdt echter kort na zijn introductie, maar zijn geluk blijft bij hem: de hertog van Medinaceli stelt hem aan voor de positie van beheerder van zijn landgoederen in Barcelona, waar hij in 1802 naar terugkeert.
In 1808, na de inval van Napoleon Bonaparte, schreef hij nationalistische muziek voor de gitaar met daarbij vaak patriottische teksten. Na de nederlaag van het Spaanse leger werd Sor prefect van de politie in Málaga. In die periode werden enkele van zijn werken in de kathedraal van Málaga uitgevoerd.
Nadat de Fransen 1813 uit Spanje werden verdreven, werd de Spaanse monarchie -waartegen Sor oppositie had gevoerd- hersteld. Veel kunstenaars, aristocraten en intellectuelen die hadden gecollaboreerd met de monarchie van José Bonaparte, en die nu voor represailles vreesden, vertrokken naar Parijs. Hier ontvingen de ballingen veel waardering voor hun geavanceerde ideeën. Ook Sor verliet in hun kielzog Spanje reisde naar Parijs. Misschien was Sor inmiddels vrijmetselaar en werd hij door mensen uit deze gelederen geholpen op zijn vlucht naar Parijs. Hij keerde nooit terug naar zijn geboorteland.
In Parijs raakte hij bevriend met vele muzikanten. Hij werd bekend om zijn compositorische vaardigheden. Onder de muzikanten was de Spaanse gitarist Dionisio Aguado (1784-1849), die van 1825 tot 1838 in Parijs verbleef, en waarmee Sor zeer goed bevriend raakte. Sor componeerde een gitaarduet voor hen beide (Op.41, Les Deux Amis (de twee vrienden) waarin een deel is gemarkeerd als "Sor" en de andere "Aguado"). Sor verwierf zich met zijn optredens in de salons een reputatie voor zijn virtuositeit op de gitaar. Hij begon af en toe door Europa te reizen, en door zijn stijgende bekendheid veranderde hij de gitaar in een concertinstrument. Van 1815 tot 1823 vertoefde Sor in Londen waar hij erkenning vond als opera- en balletcomponist.
In 1823 reisde hij naar Moskou, waar hij veelvuldig optrad voor de adellijke kringen, waaronder de moeder van de tsaar. Na het plotselinge overlijden van tsaar Alexander I (1824) componeerde hij diens dodenmars. Verder componeerde hij verschillende balletten, zoals het ballet Hercules en Omphaly dat zijn première beleefde bij gelegenheid van de kroning van tsaar Nicolaas I. Met het ballet Assepoester van Sor werd in 1825 het Bolsjojtheater ingewijd. Felicité Hullin, de prima ballerina van het theater, was zijn vrouw.
Deels gedwongen door verlies van patronage (het overlijden van de moeder van de Tsarina, Isabel), deels wegens het feit dat hij ouder werd, keerde hij in 1827 terug in Parijs, en besloot de rest van zijn leven dit als woonplaats te zien, hoewel hij zijn tijd blijft verdelen tussen Londen en Parijs. In deze fase componeerde hij veel van zijn beste werken.
Het belangrijkste inkomen van een muzikant in de tijd van Sor waren de concerten en de uitgaven van de bladmuziek. Een concert werd gewoonlijk georganiseerd door een van hen en uitgevoerd door gelijkgestemde muzikanten en vrienden. De organisator verrekende de vergoedingen. Sors bladmuziek, gepubliceerd door Jean Antoine Meissonnier, waren door hun revolutionaire moeilijkheidsgraad bepaald niet verkoopbaar aan grote amateurmassa's. Hierdoor besloot hij ook simpele stukken voor amateurs te gaan componeren, die een minimum aan artistieke offers vroegen. Op 24 april 1836 werd het laatste concert ten behoeve van Sor, samen met Aguado, uitgevoerd. 
Zijn laatste werk, een requiem, componeert hij na het overlijden ter ere van zijn dochter Carolina (1837), een harpiste en schilderes. Na haar overlijden raakt Sor in een zware depressie. Hij overlijdt zelf op 10 juli 1839, aan de gevolgen van tongkanker.
Uit een artikel uit januari 1850 in de krant Opinión Pública de Barcelona geschreven door zijn vrienden Eusebio Font en Moresco en Jaume Batlle i Mir komt naar voren dat Sor zijn laatste levensjaren sleet in vergetelheid, waardoor hij leefde in relatieve armoede en ellende.
Fernando Sor werd aanvankelijk begraven in een onbekend graf op het kerkhof van Montmartre. In de jaren 30 van de twintigste eeuw werd zijn graf geïdentificeerd in afdeling 24; sindsdien draagt het zijn naam.

## Muzikale stijl; pedagogische invloed
Sors stijl wordt hoofdzakelijk gekenmerkt door het gebruik van een voor de tijd vrij geavanceerde gitaartaal. Nog altijd wordt hij tot de klassieke componisten gerekend. Hij waagde zich aan verschillende muzikale vormen als thema met variaties, sonates, fantasieën, menuetten, duetten, maar ook diverse vocale muziek - en toonde daarbij zijn kennis van de compositoire technieken van die tijd. Zijn werken zijn duidelijk en op een bepaalde manier eenvoudig, wat het werk zeer toegankelijk maakt voor de luisteraar. Kenmerk van zijn muziek is de inleiding in mineur, uiteindelijk modulerend naar majeur. Een ander kenmerk is het subtiel gebruiken van "harmonische vertragingen". 
Veel vertolkers van zijn werk hebben een neiging om zijn werken met een "romantische" benadering te interpreteren.
Sor had vele leerlingen, professionals (als Isabella Colbran en José de San Martín) en amateurs. Hij componeerde veel voor hen. Zijn "grands duos" zijn de bekendste illustratie hiervan: ze omvatten twee partijen, een voor de meester en een voor de leerling.

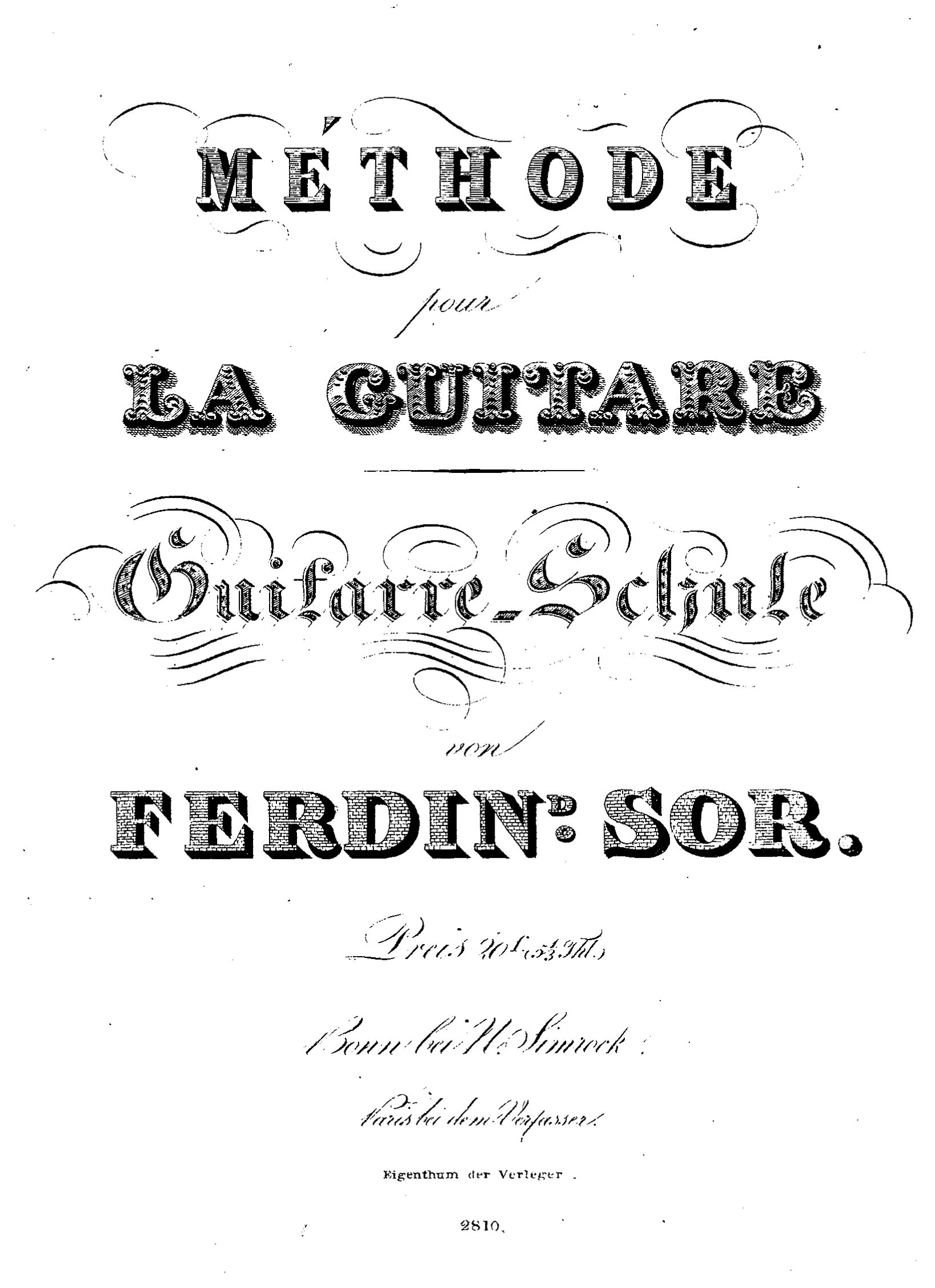

In 1830 publiceerde hij zijn didactisch werk Methode Pour la Guitare, vertaald in vele talen  Hierin beschrijft hij alle belangrijke aspecten van de gitaar: de constructie ervan, de zithouding van de muzikant, de lichaamshouding ten opzichte van het instrument, de positie van linker- en rechterhand en het gebruik van de vingers van beide handen, alsook het aanslaan van de snaren. Het werk werd in het Duits (1831) en het Engels vertaald, en in 2008, 178 jaar na de eerste editie, in het... Spaans.

## Werken
Sor is vooral bekend om zijn gitaarcomposities. Deze omvatten 63 opus nummers. Daarnaast schreef hij 2 opera's, 7 balletten, orkestmuziek, kamermuziek en vocale werken.